# 泰比市镇
泰比市镇（瑞典語：Täby kommun）是瑞典中东部斯德哥尔摩省的一个市镇。其治所位于泰比镇。泰比市镇可被视做是斯德哥尔摩的郊区。泰比市镇自青銅時代就有居民。泰比市镇是瑞典首相(弗雷德里克·賴因費爾特)的故鄉。